# بريح (جبلة)

تعديل مصدري - تعديل

بريح هي إحدى قرى عزلة الشهلي بمديرية جبلة التابعة لمحافظة إب، بلغ تعداد سكانها 344 نسمة حسب تعداد اليمن لعام 2004.